# Sárfimizdó
Sárfimizdó ist eine ungarische Gemeinde im Kreis Vasvár im Komitat Vas. Zur Gemeinde gehört die nordöstlich gelegene Siedlung Lapiházak.

## Geografische Lage
Sárfimizdó liegt 14 Kilometer südwestlich der Kreisstadt Vasvár. Nachbargemeinden sind Halastó im Westen und Gersekarát im Nordosten. Die höchste Erhebung der Gemeinde ist der 223 Meter hohe Gurdon.

## Sehenswürdigkeiten
- Römisch-katholische Kirche (Jézus Szíve iskolakápolna)
- Weinberg

## Verkehr
Durch Sárfimizdó führt die Landstraße Nr. 7444. Es bestehen zwei Busverbindungen am Tag über Gersekarát nach Vasvár, wo sich der nächstgelegene Bahnhof befindet.